# Carcharias cuspidata
Espèce
Carcharias cuspidata est une espèce éteinte de requins de la famille des Odontaspididae. Il était aussi désigné sous le nom de Odontaspis cuspidata.  

## Description
Ces restes fossilisés sont présents dans les faluns de Bretagne, de l'Anjou-Touraine. Ses dents se distinguent de celles de Carcharias acutissima par « une couronne lisse, plus large à la base, branches de la racine plus écartées, et un profil moins sigmoïdal ».

## Publication originale
- Louis Agassiz. 1843. Recherches Sur Les Poissons Fossiles. Tome III (livr. 15-16). Imprimerie de Petitpierre, Neuchâtel 157-390